# Kotui
Der Kotui (russisch Котуй) ist der 1.409 km lange, rechtsseitige und südöstliche Quellfluss der Chatanga im Norden Sibiriens und verläuft im ehemaligen Autonomen Kreis Taimyr im Norden der russischen Region Krasnojarsk.

## Verlauf
Der Kotui entspringt etwas nördlich des nördlichen Polarkreises im faktisch unbesiedelten Putorana-Gebirge, dem Nordwestteil des Mittelsibirischen Berglands. Seine Quelle liegt im ehemaligen Autonomen Kreis der Ewenken an der Grenze zum einstigen Autonomen Kreis Taimyr auf einem etwa 10 km südwestlich des 1701 m hohen Kamen (höchster Berg des Gebirges) befindlichen Berg (1510 m). Anfangs fließt der Kotui südostwärts durch den Nordteil des Gebirges und verläuft dabei erst durch den Charpitschasee und dann durch den Djupkun-See. Etwas später wendet er sich nach Nordosten und nimmt das Wasser des Moijero auf. Schließlich vereinigt er sich wesentlich weiter nördlich in der südlich der Taimyrhalbinsel gelegenen Taimyrsenke bei der Ansiedlung Kresty, etwa 15 km südwestlich des Dorfs Chatanga gelegen, mit der Cheta zur Chatanga. Letztere mündet weiter nordöstlich in die Laptewsee, ein Randmeer des Arktischen Ozeans.

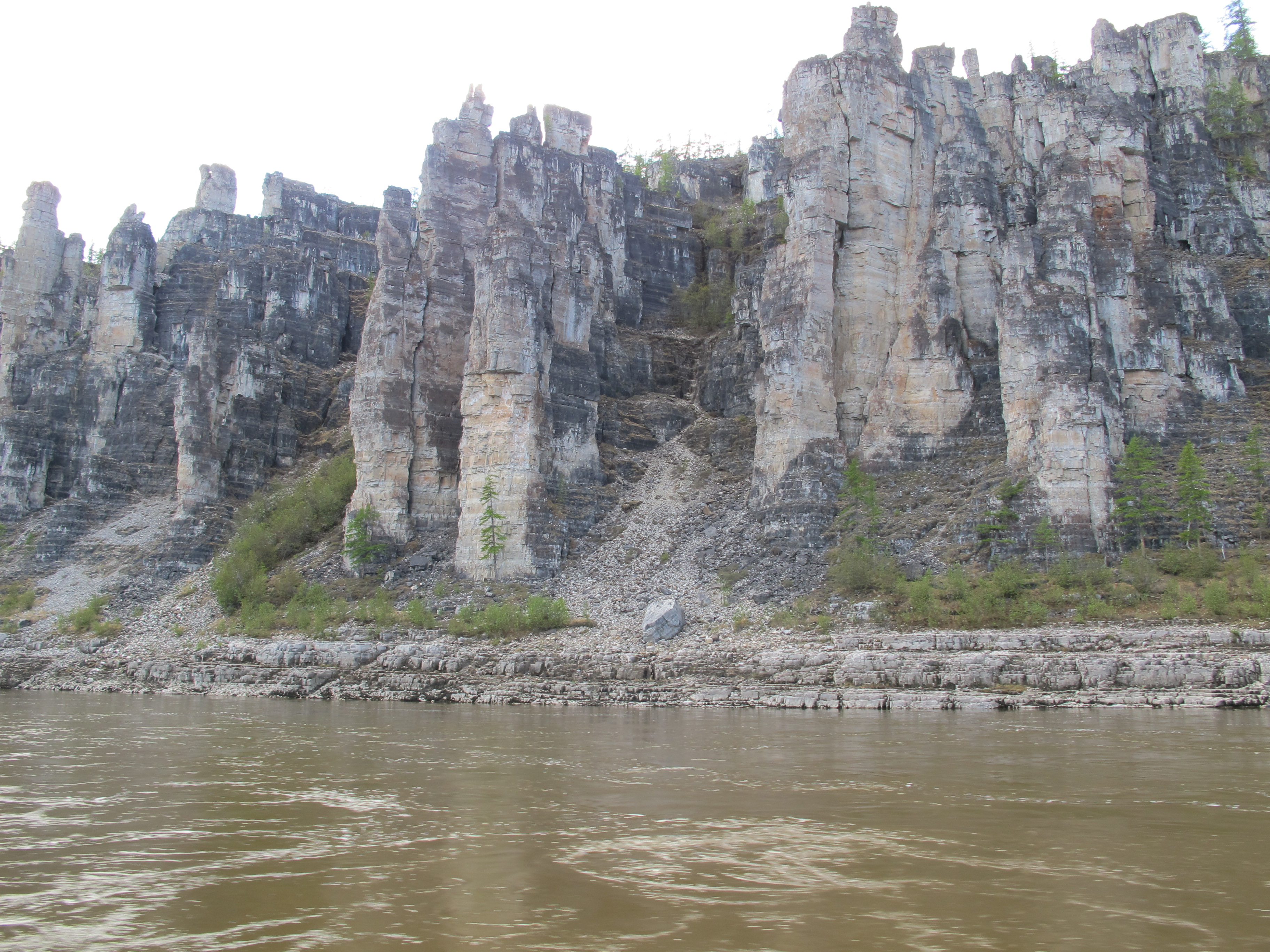
Felsen am Kotui
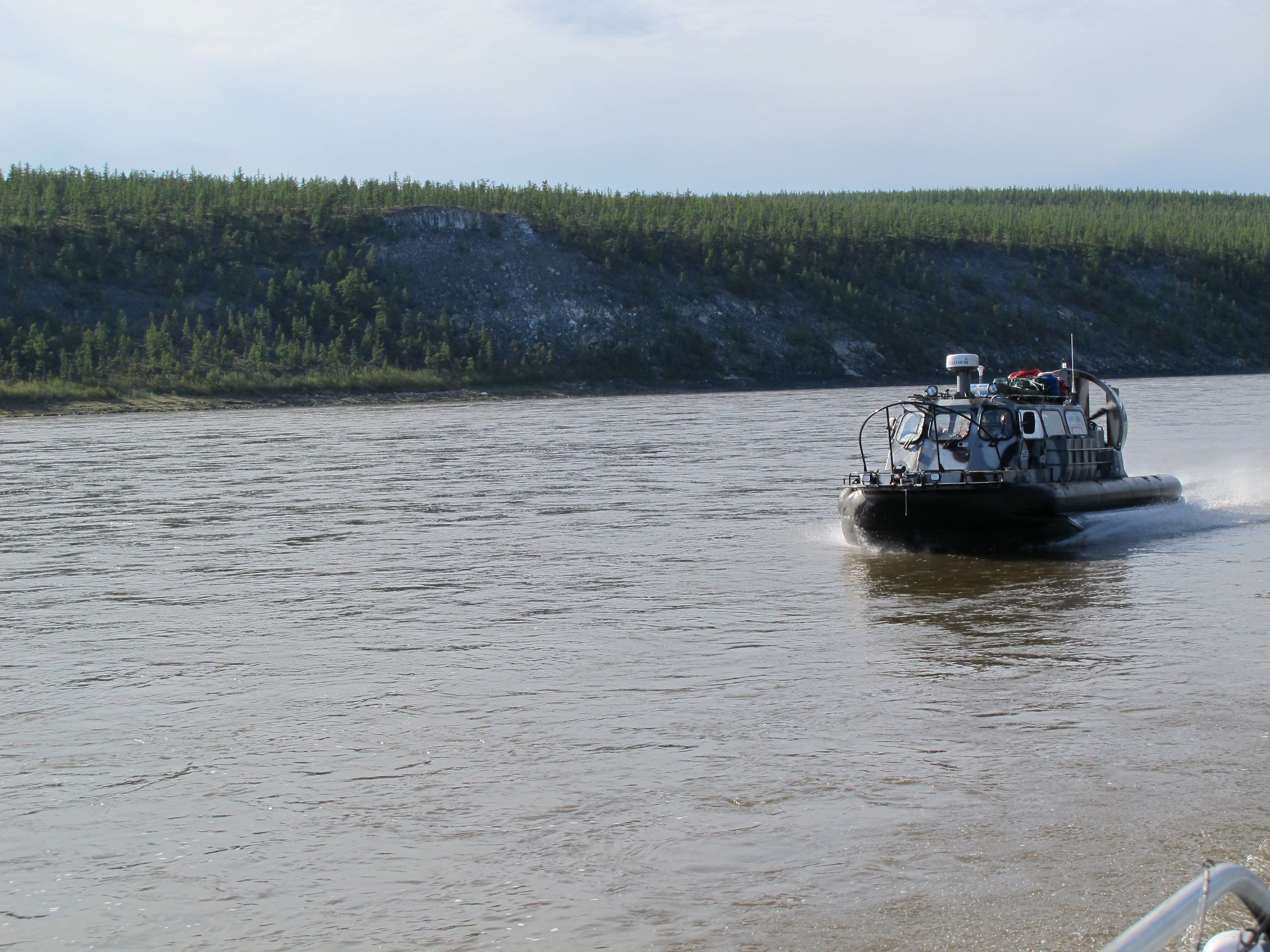
Luftkissenboot Hivus-10 auf dem Kotui
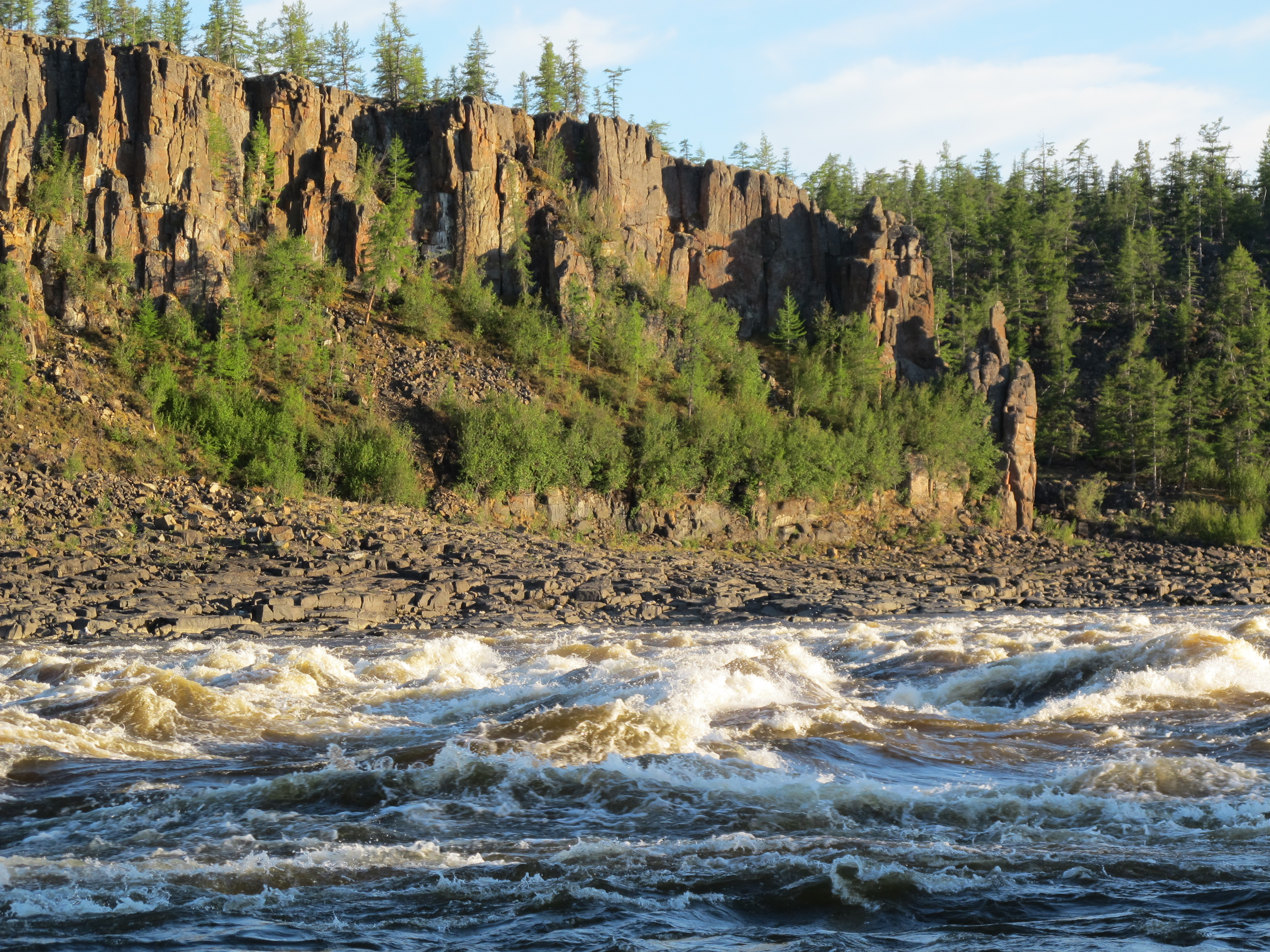
Stromschnellen des Kotui

## Eisgang
Der Kotui ist von Ende September/Anfang Oktober bis Ende Mai/Anfang Juni gefroren.